# Urgud
Urgud är en term som ibland används för den första guden/skapelseguden i polyteistiska religioner och mytologier.
Exempel på urgudar är:
- Bure i den fornnordiska mytologin
- Jupiter i romersk mytologi
- Zeus i grekisk mytologi